# Stephan Dietrich Kruse
Stephan Dietrich Kruse (10. december 1765 – 27. december 1813 i Glückstadt) var en dansk søofficer, bror til forfatteren Laurids Kruse.
Han var søn af kommandørkaptajn Poul Casparsen Kruse (død 1809) og Mette Benzon f. de Thurah (død 1807). Han blev sekondløjtnant i Marinen 1789, premierløjtnant 1795, kaptajnløjtnant 1801 og kaptajn 1808. Allerede som kadet kom han i krigen, idet han 1788 førte en galej i den af admiral Jacob Arenfeldt kommanderede kanonbådsflotille, der understøttede armeens indfald fra Norge i Sverige. 1791 ses han at have fået arrest på Holmen for urigtig regnskabsaflæggelse over proviant. 1795-98 kommanderede han forskellige mindre orlogsfartøjer ved den glückstadtske ekvipage på Elben; 1801 var han chef for et linjeskib oplagt til krigsbrug i Christianssand, men kom ikke i virksomhed; året efter førte han fregatten Najaden på et kort togt; 1802-05 chef for vagtskibet i Storebælt. 1807-10 var han ansat ved kanonbådsforsvaret på Københavns Red; han deltog her hæderligt i de kampe, der 1807 førtes mod englændernes lille eskadre, der forgæves søgte at bombardere hovedstaden fra søsiden. I november 1810 ansattes han som chef for den ved Glückstadt stationerede styrke, hvor han gentagne gange med stor tapperhed forsvarede sig mod englændernes angreb med overlegne kræfter. Da fæstningen Glückstadt i slutningen af 1813 blev angrebet af de allierede, deltog Kruse også i forsvaret, men faldt her 27. december. 1800 blev Kruse gift med jomfru Schoetz.